# RSS Guard
RSS Guard es un agregador de noticias libre y de código abierto para fuentes web y podcasts. Está escrito en C++ y utiliza Qt, lo que le permite adaptarse a la apariencia de diferentes sistemas operativos sin dejar de ser multiplataforma. Incluye un descargador de archivos, una configuración avanzada de proxy de red y soporta herramientas de visualización de medios externos.
RSS Guard se publica bajo la licencia GPL-3.0 y está disponible para Windows, macOS, OS/2 y varias distribuciones de Linux.

## Características

### Formatos soportados
Los formatos de feed soportados por RSS Guard son RSS/RDF, Atom y JSON Feed.
RSS Guard puede sincronizar los datos con los servicios de feeds online Tiny Tiny RSS, Nextcloud News, Feedly, Inoreader, lectores de feeds que utilizan la API de Google Reader como FreshRSS, The Old Reader y Bazqux. La aplicación también puede actuar como un simple cliente de correo electrónico para Gmail.

### Otras funciones
RSS Guard puede marcar artículos como leídos, no leídos e importantes. Tanto las listas de artículos como las de feeds pueden filtrarse mediante expresiones regulares.
Los intervalos de tiempo para la obtención de feeds son configurables y, a través de la configuración de los feeds, pueden ajustarse para cada uno de ellos por separado.

### Filtrado de artículos mediante scripts y raspado de sitios web
RSS Guard incluye un motor de JavaScript que se utiliza para escribir filtros de artículos, es decir, pequeños scripts que definen cómo debe reaccionar la aplicación cuando se descarga un nuevo artículo.
RSS Guard también proporciona una forma unificada de ejecutar programas personalizados, lo que proporciona otra forma de modificar los datos del feed en bruto o incluso generarlos, desechando los datos de los sitios web que no ofrecen un feed regular.

### Interfaz de usuario
La barra de herramientas y la barra de estado de la aplicación son altamente personalizables. También se pueden ocultar, haciendo que RSS Guard tenga un aspecto muy minimalista. Cuando está en un diseño horizontal, el visor de artículos de RSS Guard se sitúa a la derecha de la lista de artículos.
RSS Guard soporta skins. Las skins claras y oscuras están disponibles por defecto.

### Base de datos
Los datos del feed pueden ser almacenados usando SQLite o MariaDB. RSS Guard también soporta la capacidad de importar y exportar el archivo de la base de datos y la configuración de los ajustes a/desde OPML 2.0.

### Papelera de reciclaje
RSS Guard tiene su propia papelera de reciclaje para evitar la pérdida accidental de artículos guardados. Después de vaciar la papelera de reciclaje, los artículos eliminados no aparecerán en la lista incluso después de la recuperación. La eliminación real de los artículos, junto con su caché, de la base de datos debe hacerse con la herramienta de limpieza de la base de datos incorporada.

## Versiones
RSS Guard ofrece dos versiones diferentes:
- Versión estándar con visor web incrustado y un navegador web para acceder a los contenidos[12]
- Versión ligera con un simple visor basado en texto

## Idiomas
RSS Guard ha sido traducido a muchos idiomas: alemán, chino (simplificado), chino (tradicional), checo, danés, español, finlandés, francés, gallego, inglés, indonesio, italiano, japonés, lituano, polaco, portugués, ruso, sueco y ucraniano.